# Marie Dufour
Marie Dufour née le 13 septembre 1997 à Chartres, est une coureuse cycliste française.

## Palmarès sur piste

### Championnats nationaux
- 2012
  - 3e de la vitesse par équipes
- 2013
  - 2e de la vitesse par équipes
- 2014
  -  Championne de France du 500 mètres
  -  Championne de France de la vitesse juniors
  - 2e de la vitesse par équipes
- 2015
  -  Championne de France de la vitesse juniors
  - 2e du 500 mètres
- 2016
  - 2e du keirin
  - 3e de l'omnium